# Gabrielle Rosny
Pour les articles homonymes, voir Rosny.

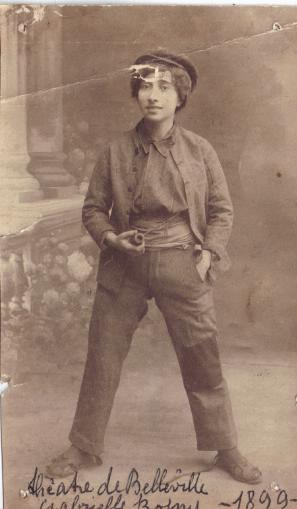
Gabrielle Rosny, théâtre de Belleville en 1899

Gabrielle Félicie Maréteux dite Gabrielle Rosny, née  le 13 mars 1882 dans le 3e arrondissement de Paris et morte le 24 janvier 1972 dans le 14e arrondissement, est une comédienne française.

## Biographie
Elle épouse le comédien Georges Desmoulins le 31 décembre 1904 à Paris 14e avec qui elle a un fils Jean, né le 14 octobre 1905 et mort le 8 novembre 1993.
Elle devient la belle-sœur de l'écrivain Maurice Level lorsque celui-ci épouse sa sœur Jeanne, en février 1917.
Elle monte sur les planches vers l'âge de 14/15 ans et ne s'arrête de jouer qu'à l'âge de 70 ans pour élever avec Georges Desmoulins sa petite fille Catherine.

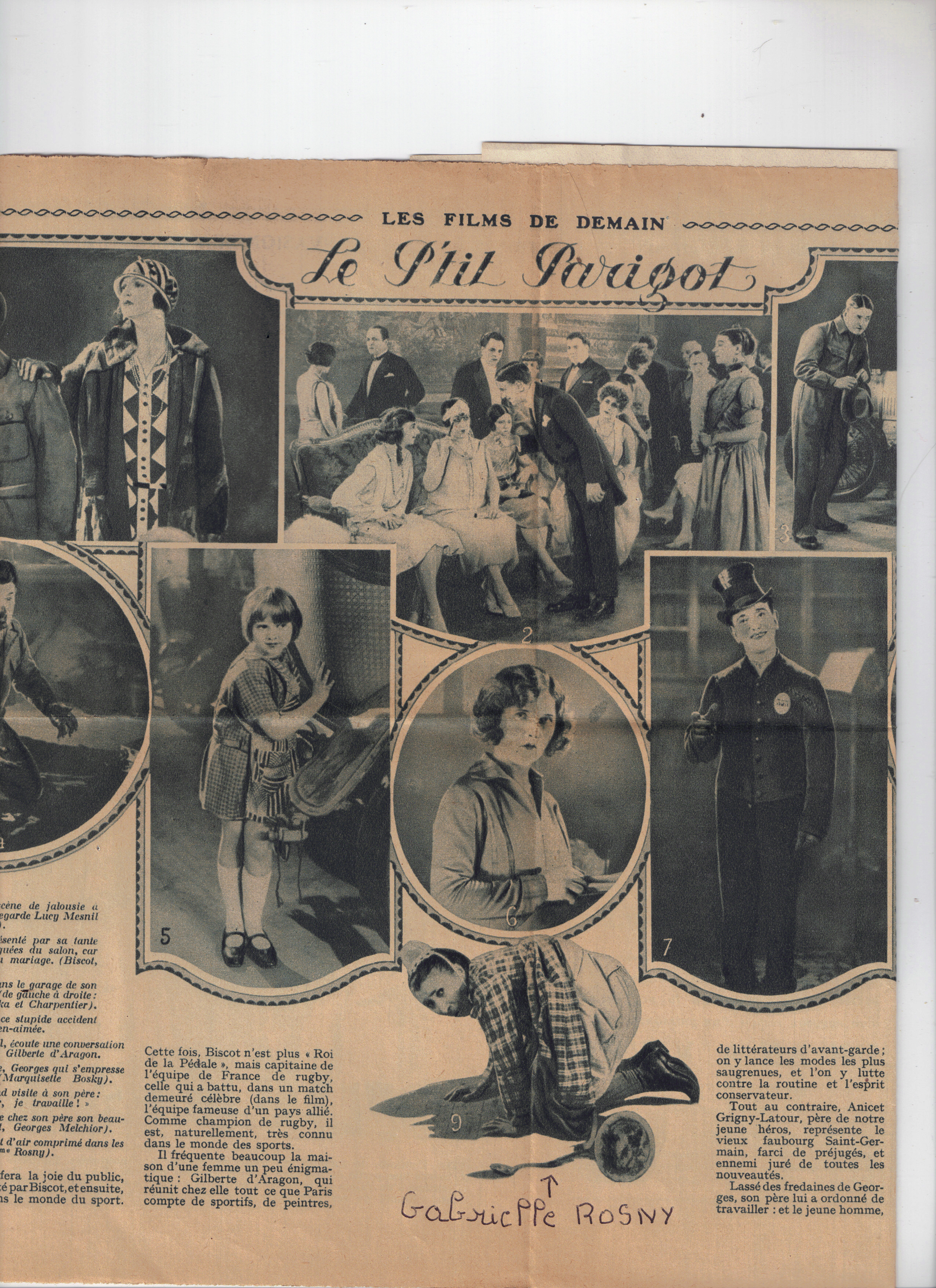
Journal ou programme de l'époque avec Gabrielle Rosny en photo

## Filmographie

### Cinéma
- 1926 : Le P'tit Parigot, sérial en six épisodes de René Le Somptier : Sidonie Cazoules
  - Première partie
  - La belle inconnue
  - Le complot
  - Le mystère du Val d’Enfer
  - Zarka la sorcière
  - La loi des jeunes
- 1930 : Mon ami Victor d'André Berthomieu
- 1931 : Le Million de René Clair : la concierge
- 1933 : 14 juillet de René Clair
- 1936 : À minuit, le 7 de Maurice de Canonge : la femme de ménage
- 1936 : L'Empreinte rouge de Maurice de Canonge : la cuisinière
- 1936 : Inspecteur Grey de Maurice de Canonge
- 1938 : Son oncle de Normandie de Jean Dréville : la marchande de liqueur
- 1947 : Carré de valets d'André Berthomieu : la préposée au vestiaire
- 1948 : L'Ombre d'André Berthomieu : la vieille fille
- 1949 : Le Cœur sur la main d'André Berthomieu : une dévote
- 1949 : Dernière Heure, édition spéciale de Maurice de Canonge
- 1949 : Miquette et sa mère d'Henri-Georges Clouzot
- 1950 : Souvenirs perdus de Christian-Jaque : la vieille femme

### Courts métrages
- 1909 : Simone[3]
- 1909 : Le Petit qui a faim scénario d'Yves Mirande[4]
- 1909 : Le Roman d'une jeune fille pauvre scénario de Charles Jeandet[5]
- 1909 : Les deux orphelines d'Albert Capellani[6]
- 1934 : Surprise Party de Marc Didier

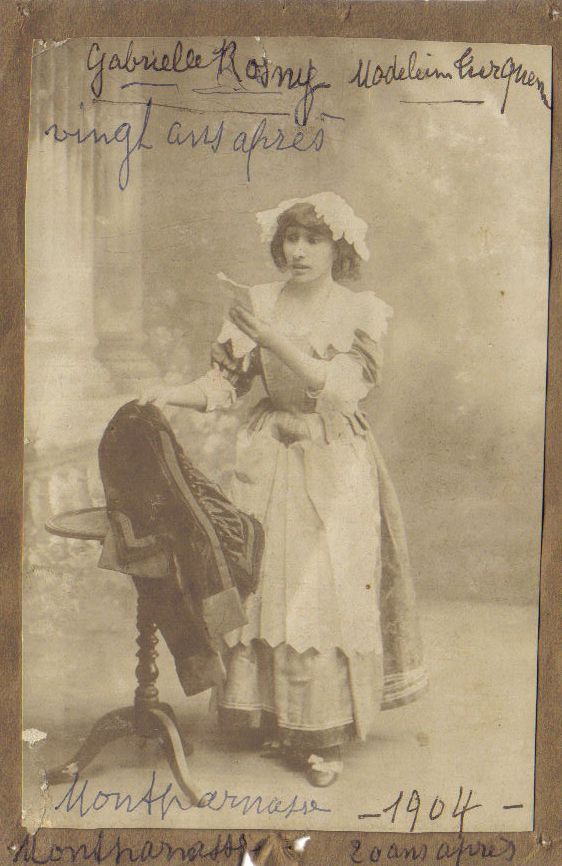
Théâtre Montparnasse en 1904

## Théâtre
- 1903 : La Marchande de fleurs de Xavier de Montépin et Jules Dornay, Théâtre de l'Ambigu[7]
- 1933 : Une robe en l'air de Alfred Vercourt et Jean Bever, Théâtre Déjazet : Mme Briche
- 1935 : Pour plaire aux femmes[8] de Franz Arnold et Ernst Bach, adaptation André Mauprey et Robert de Machiels, mise en scène Paule Rolle, Théâtre Déjazet : Anna
- 1935 : Le Roi du sex-appeal[9] de Robert Bodet, mise en scène Paule Rolle, Théâtre Déjazet : Séraphine
- 1948 : Le Retour de Pierre-Maurice Richard, mise en scène Paule Rolle, Théâtre du Gymnase[10]